# Erdei Ferenc-díj

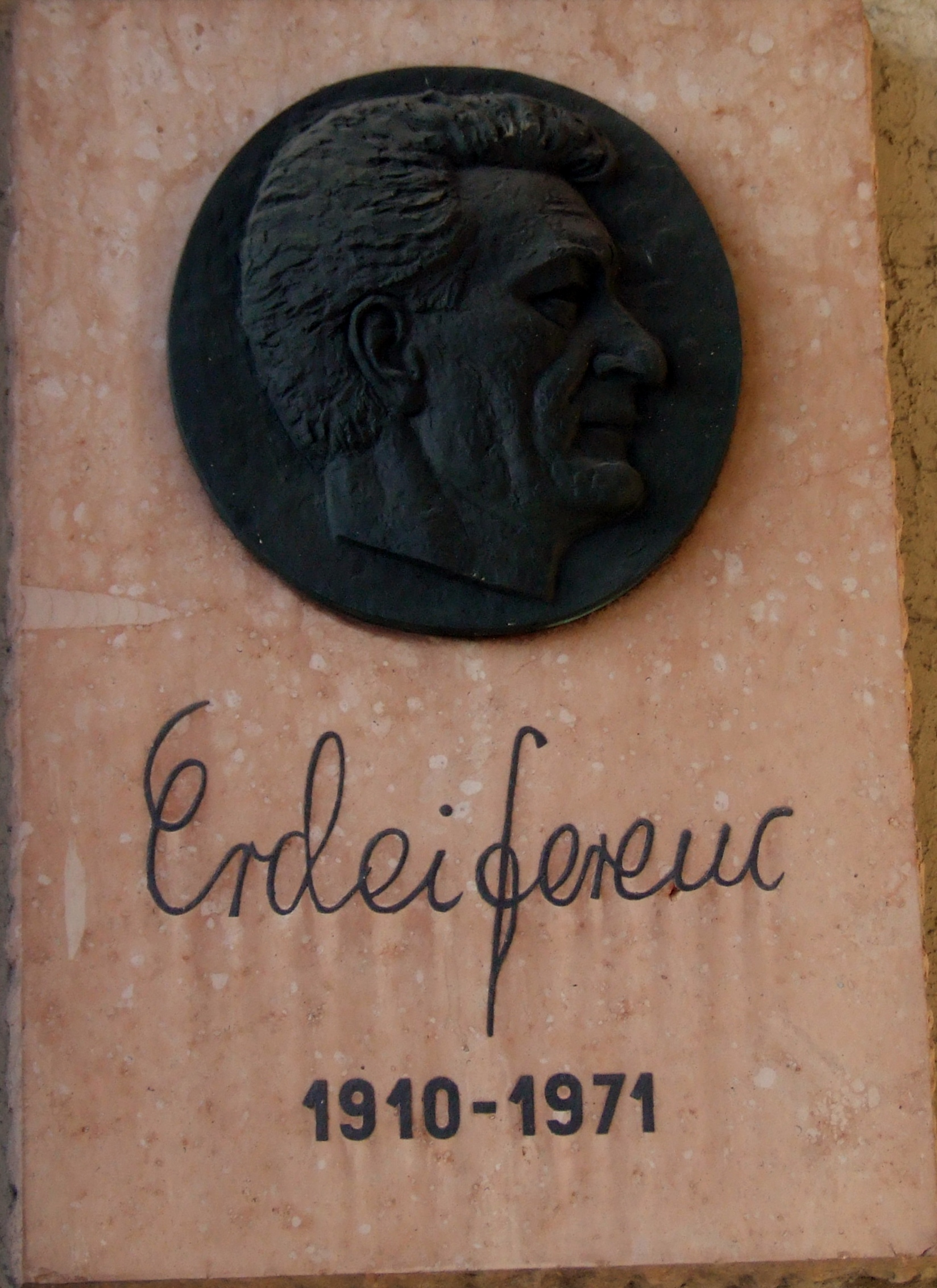
Erdei Ferenc emléktáblája

Az Erdei Ferenc-díj (röviden, néhol még a hivatalos szóhasználatban is: Erdei-díj, illetve Erdei-emlékdíj) a Magyar Szociológiai Társaság (MSZT) által 1980-ban alapított kitüntetés, amit fiatal szociológusoknak ítélnek oda. A díjat Erdei Ferenc szociológus emlékére alapították.

## Története
A díj alapítását 1979-ben vetette fel Szalai Sándor. A MSZT 1980-ban emlékezett meg Erdei Ferenc születésének 70. évfordulójáról, a Szegeden tartott vándorgyűlésük középpontjába állítva a szociológust. Szalai felvetette, hogy a díjat inkább fiatal, vagyis 35 évnél nem idősebb szociológusnak ítéljék oda, hogy ne a szakma érdemes, tekintélyes és épp ezért már sokféle más elismerésben részesült tagját kelljen mintegy végigajándékozni az új elismeréssel. Az eredeti felvetés szerint a díjjal pénzjutalom nem járt.

## Odaítélése
A díjat évente egyszer legfeljebb három olyan szociológus kaphatja, akik tagjai az MSZT-nek. A kitüntetésre javasolt személynek 35 (a korábban gyermekgondozási időszakot töltők esetében 40) évesnél fiatalabbnak kell lennie. Feltétel, hogy a jelölt publikáljon könyvet, vagy könyv terjedelmű írásművet.

## Díjazottak[2]
- 2023: Pósfai Zsuzsanna, Vigvári András
- 2022: Jelinek Csaba, Koltai Júlia
- 2021: Éber Márk Áron
- 2020: Havas Ádám, Neumann Eszter
- 2019: Czirfusz Márton
- 2018: Gregor Anikó
- 2017: dr. habil Bocsi Veronika[3]
- 2016: Gagyi Ágnes
- 2015: Kmetty Zoltán
- 2014: Kovács Klára
- 2013: Sik Domonkos
- 2012: nem adták ki
- 2011: Zombory Máté
- 2010: Huszár Ákos
- 2009: Szabari Vera
- 2008: Csizmadia Zoltán
- 2007: Veres Valér
- 2006: Takács Károly
- 2005: Vedres Balázs
- 2004: Bartus Tamás
- 2003:	Bukodi Erzsébet
- 2002: Letenyei László
- 2001:	Albert Fruzsina, Dávid Bea
- 2000:	Csite András, Enyedi Zsolt
- 1999: nem adták ki
- 1998: Prónai Csaba, Fábián Zoltán
- 1997: Nagy Beáta, Tóth István György
- 1996: Krémer András, Imre Anna
- 1995: nem adták ki
- 1994: nem adták ki
- 1993: Csoba Judit, Dessewffy Tibor, Nagy Péter Tibor, Szántó János
- 1992: Krémer Balázs, Setényi János, Szántó Zoltán Oszkár
- 1991: Bozóki András, Kelemen Gábor – Nyírő András – Szakadát László – Szakadát István
- 1990: Antal Z. László, Szakolczai Árpád
- 1989: Gyekiczky Tamás, Kabai Imre Zoltán
- 1988: Rudas Tamás, Szabó Máté
- 1987: Fokasz Nikosz, Magyar Bálint, Róbert Péter
- 1986: nem adták ki
- 1985: Bokor Ágnes, Pokol Béla
- 1984: Bakonyi Péter, Tausz Katalin
- 1983: Füstös László
- 1982: Mátyus Alíz, Tamás Pál
- 1981: Harcsa István
- 1980: Erdei Ferencné, Majlát Jolán Makói Erdei Múzeum, Csepeli György, Vági Gábor